# Estación de Ascó
Ascó es una estación ferroviaria situada en el municipio español de Ascó en la provincia de Tarragona, comunidad autónoma de Cataluña. Dispone de servicios de Media Distancia.

## Situación ferroviaria
La estación se encuentra en el punto kilométrico 518,5 de la línea férrea de ancho ibérico que une Miraflores con Tarragona, entre las estaciones de Flix y de Mora la Nueva, a 39 metros de altitud. El tramo es de vía única y está electrificado. 

## Historia
La estación fue inaugurada el 24 de enero de 1892 aunque su puesta en servicio se realizó el 1 de febrero de ese mismo año con la apertura del tramo Fayón - Mora la Nueva de la línea férrea Samper vía Reus con Roda de Bará por parte de la Compañía de los ferrocarriles de Tarragona a Barcelona y Francia o TBF. Un año antes, en 1891 TBF había logrado un acuerdo de fusión con MZA que no se haría efectivo hasta 1899 y que permitía a MZA conectar Barcelona con Madrid vía Zaragoza. Aun así TBF mantuvo cierta autonomía dentro de la nueva compañía, autonomía que conservaría hasta 1936. En 1941, la gestión de la estación pasó a manos de RENFE tras nacionalizarse el ferrocarril en España. 
Desde el 31 de diciembre de 2004 Renfe Operadora explota la línea mientras que Adif es la titular de las instalaciones ferroviarias.

## La estación
El edificio para viajeros de dos alturas, planta rectangular y disposición lateral a las vías se encuentra al este del núcleo urbano entre la población y el río Ebro. Posee tres vías y dos andenes, uno lateral y otro central. La vía principal está numerada como vía 1, mientras que las dos desviaciones de la misma se numeran como vías 2 y 3. El cambio de andén se hace mediante un paso a nivel adaptado a PMR.

## Servicios ferroviarios

### Media Distancia
Presta servicios de Media Distancia gracias a trenes Regionales y Regional Exprés en los trayectos:
| Línea MD | Trenes                   | Origen/Destino          |  | Destino/Origen                              | Equivalente Rodalies de Catalunya |
| -------- | ------------------------ | ----------------------- |  | ------------------------------------------- | --------------------------------- |
| 34       | Regional Regional Exprés | Zaragoza-Delicias Caspe |  | Mora la Nueva Barcelona-Estación de Francia | Sin equivalencia                  |
| 36       | Regional Exprés          | Ribarroja de Ebro Flix  |  | Barcelona-Estación de Francia               |                                   |